# Lawrence Doherty
Hugh Lawrence "Laurie" Doherty (Wimbledon (London), 1875. október 8. – Broadstairs, 1919. augusztus 21.) brit olimpiai bajnok teniszező. Ötszörös egyéni és nyolcszoros páros wimbledoni bajnok, egyszeres egyéni és kétszeres páros US Open győztes. Ő volt az első nem-amerikai versenyző, aki a US Openen győzni tudott.
1980-ban beválasztották az International Tennis Hall of Fame (Teniszhírességek Csarnoka) tagjai közé.

## Pályafutása
Két aranyérmet szerzett a párizsi olimpián, egyet Reginald Doherty társaként férfi párosban, a másikat pedig az egyéni versenyben, miután a döntőben legyőzte honfitársát, Harold Mahoneyt. Ezentúl a vegyes páros versenyen, az amerikai Marion Jones párjaként bronzérmet nyert.
Pályafutása során hat egyéni és 10 páros Grand Slam-győzelmet aratott, 49 egyéni versenyen szerezte meg az első helyet.

## Főbb sikerei
Egyesben
- Wimbledon
  - Bajnok: 1902, 1903, 1904, 1905, 1906
  - Döntős: 1898

- US Championships
  - Bajnok: 1903

Párosban
- Wimbledon
  - Bajnok: 1897, 1898, 1899, 1900, 1901, 1903, 1904, 1905

- US Championships
  - Bajnok: 1902, 1903

## Egyéni tornagyőzelmek
| Ssz | Dátum                | Verseny                                                | Borítás | Ellenfél a döntőben   | Eredmény                 |
| 1.  | 1897                 | Suffolk Championship, Új-Zéland                        | Fű      | Charles Henry Ridding | 6–3, 8–6, 4–6, 6–1       |
| 2.  | 1897. július 18.     | Queen's Club Championships, London                     | Fű      | Major Ritchie         | 6–2, 6–2, 6–2            |
| 3.  | 1898. március        | South of France Championships                          | Salak   | J.R. Hay Gordon       | 6–1, 6–2, 6–1            |
| 4.  | 1898. március        | Monte Carlo                                            | Salak   | Count Voss            | 4–6, 6–3, 6–3, 4–0 ret.  |
| 5.  | 1898. június 18.     | Northern Lawn Tennis Association Tournament, Liverpool | Fű      | Wilfred Baddeley      | ellenfele visszalépett   |
| 6.  | 1898. július 11.     | Queen's Club Championships, London                     | Fű      | Harold Mahony         | 6–3, 6–4, 9–7            |
| 7.  | 1898. augusztus      | Scottish Championships                                 | Fű      | Reginald Doherty      | ellenfele visszalépett   |
| 8.  | 1900. március        | South of France Championships, Nizza                   | Salak   | Reginald Doherty      | ellenfele visszalépett   |
| 9.  | 1900. július 11.     | Nyári olimpia, Párizs                                  | Salak   | Harold Mahony         | 6–4, 6–2, 6–3            |
| 10. | 1900. augusztus 26.  | Homburg, Németország                                   | Salak   | George Hillyard       | 7–5, 6–2, 3–6, 4–6, 6–2  |
| 11. | 1900. szeptember     | Dinard, Franciaország                                  | Salak   | Harold Mahony         | 4–6, 6–1, 8–6, 7–5       |
| 12. | 1900. szeptember 16. | South of England Championships                         | Fű      | Sydney Howard Smith   | 6–4, 1–6, 6–2, 6–1       |
| 13. | 1901. március        | Cannes, Franciaország                                  | Salak   | George Hillyard       | 6–3, 6–3, feladta        |
| 14. | 1901. március 17.    | Monte-Carlo Masters, Monte-Carlo                       | Salak   | Wilberforce Eaves     | 6–2, 5–7, 6–1            |
| 15. | 1901. március 24.    | South of France Championships, Nizza                   | Salak   | Wilberforce Eaves     | 6–2, 6–3, 6–2            |
| 16. | 1901. április 27.    | British Covered Courts Championships                   | Fa      | Arthur Gore           | 6–3, 6–1, 6–1            |
| 17. | 1901. június         | Kent Championships, Beckenham, Anglia                  | Fű      | Arthur Gore           | 6–1, 6–3, 3–6, 6–4       |
| 18. | 1901. augusztus      | Buxton Championships                                   | Fű      | George Hillyard       | 6–4, 7–5, 3–6, 6–2       |
| 19. | 1901. augusztus      | North of England Championships, Scarborough            | Fű      | Ernest Black          | 6–2, 6–1, 6–1            |
| 20. | 1902. március        | South of France Championships, Nizza                   | Salak   | Reginald Doherty      | ellenfele visszalépett   |
| 21. | 1902. április        | British Covered Court Championships, Queens, London    | Fa      | Major Ritchie         | 6–4, 6–3, 5–7, 6–3       |
| 22. | 1902. május–június   | Irish Championships, Dublin                            | Fű      | Reginald Doherty      | ellenfele visszalépett   |
| 23. | 15 June 1902         | Kent Championships, Beckenham, Anglia                  | Fű      | George Simond         | 6–4, 6–0, 6–3            |
| 24. | 1902. június         | Wimbledoni teniszbajnokság                             | Fű      | Arthur Gore           | 6–4, 6–3, 3–6, 6–0       |
| 25. | 1902. október        | European Championships, Queen's Club, London           | Fa      | Harold Mahony         | 4–6, 6–4, 6–3, 6–1       |
| 26. | 1903. március 15.    | South of France Championships, Nizza                   | Salak   | Sydney Howard Smith   | 5–7, 3–6, 6–3, 6–4, 6–3  |
| 27. | 26 April 1903        | British Covered Court Championships, Queens, London    | Fa      | George Hillyard       | 6–1, 4–6, 6–4, 6–2       |
| 28. | 1903. július 4.      | Kent Championships, Beckenham, Anglia                  | Fű      | Arthur Gore           | 6–1, 6–2, 6–2            |
| 29. | 1903. június         | Wimbledon Championships                                | Fű      | Frank Riseley         | 7–5, 6–3, 6–0            |
| 30. | 1903. augusztus 1.   | Nahant, USA                                            | Fű      | William Clothier      | 6–4, 6–0                 |
| 31. | 1903. augusztus 14.  | Southampton, USA                                       | Fű      | Bill Larned           | 6–1, 6–2, 6–1            |
| 32. | 1903. augusztus 27.  | US National Championships, Newport, USA                | Fű      | Bill Larned           | 6–0, 6–3, 10–8           |
| 33. | 1904. március 14.    | South of France Championships, Nizza                   | Salak   | Major Ritchie         | 6–2, 6–3, 6–3            |
| 34. | 1904. március 20.    | Cannes Championships, Franciaország                    | Salak   | Major Ritchie         | 6–1, 6–4, 6–1            |
| 35. | 1904. április        | British Covered Court Championships, Queens, London    | Fa      | Major Ritchie         | 6–2, 8–10, 5–7, 6–4, 6–3 |
| 36. | 1904. június 27.     | Wimbledoni teniszbajnokság                             | Fű      | Frank Riseley         | 6–1, 7–5, 8–6            |
| 37. | 1904. július         | Northumberland Championships, Anglia                   | Fa      | George Ball-Greene    | 6–4, 6–1                 |
| 38. | 1905. március        | Monte-Carlo Masters, Monte Carlo                       | Salak   | Major Ritchie         | 6–4, 8–6, 6–4            |
| 39. | 1905. március        | South of France Championships, Nice                    | Salak   | Edward Allen          | 6–3, 7–5, 7–5            |
| 40. | 1905. április 15.    | British Covered Court Championships, London            | Fa      | Major Ritchie         | 6–1, 8–6, 6–2            |
| 41. | 1905. július         | Wimbledoni teniszbajnokság                             | Fű      | Norman Brookes        | 8–6, 6–2, 6–4            |
| 42. | 1906. február 28.    | Monte-Carlo Masters, Monte Carlo                       | Salak   | Wilberforce Eaves     | 6–3, 11–9                |
| 43. | 1906. március 18.    | South of France Championships, Nizza                   | Salak   | Tony Wilding          | 6–3, 8–6, 6–2            |
| 44. | 1906. április 28.    | British Covered Court Championships, London            | Fa      | Arthur Gore           | 6–2, 6–4, 8–6            |
| 45. | 1906. július         | Wimbledoni teniszbajnokság                             | Fű      | Frank Riseley         | 6–4, 4–6, 6–2, 6–3       |
| 46. | 1908. augusztus      | Yorkshire Championships                                | Fű      | George Hillyard       | 6–1, 6–4, 6–2            |
| 47. | 1909. július         | Nottinghamshire Championships, Nottingham              | Fű      | Wilberforce Eaves     | 6–3, 6–4                 |
| 48. | 1909. augusztus      | North of England Championships, Scarborough            | Fű      | Gordon Lowe           | 7–5, 6–1, 6–1            |
| 49. | 1910. augusztus      | North of England Championships, Scarborough            | Fű      | Gordon Lowe           | 6–3, 6–2, 6–2            |